# Tổng công ty Cổ phần Dịch vụ Kỹ thuật Dầu khí Việt Nam
Tổng công ty Cổ phần Dịch vụ Kỹ thuật Dầu khí Việt Nam (tên giao dịch quốc tế: PetroVietnam Technical Services Corporation, tên gọi tắt là PTSC) là một đơn vị thành viên thuộc Tập đoàn Dầu khí Việt Nam hoạt động trong lĩnh vực dịch vụ dầu khí, thành lập ngày 24/11/1976.

## Hoạt động kinh doanh
- Dịch vụ
  - Cơ khí dầu khí
  - Kho nổi chứa, xử lý và xuất dầu thô (FSO/FPSO)
  - Lắp đặt, vận hành và bảo dưỡng công trình biển
  - Căn cứ cảng dịch vụ
  - Tàu dịch vụ dầu khí
  - Khảo sát địa chất, khảo sát sửa chữa công trình ngầm
  - Công trình công nghiệp
  - Dịch vụ khác

## Lịch sử
- Năm 1976, thành lập Công ty Địa vật lý.
- Năm 1986, thành lập Công ty Dịch vụ Dầu khí.
- Năm 1989, thành lập Công ty Địa vật lý và Dịch vụ Kỹ thuật Dầu khí.
- Năm 1993, thành lập Công ty Dịch vụ Kỹ thuật Dầu khí trên cơ sở sáp nhập Công ty Dịch vụ Dầu khí và Công ty Địa vật lý và Dịch vụ Kỹ thuật Dầu khí.
- Năm 1994, Công ty Dầu khí I Thái Bình được sáp nhập vào PTSC.
- Năm 2005, PTSC chuyển sang mô hình Tổng Công ty Cổ phần hoạt động theo quy mô công ty mẹ - con và chuyển trụ sở vào Thành phố Hồ Chí Minh.
- Tháng 9/2007, cổ phiếu của PTSC với mã PVS chính thức hoạt động trên Sàn Giao dịch chứng khoán Hà Nội.
- Tháng 11/2009, Tổng Công ty Cổ phần Dịch vụ Kỹ thuật Dầu khí đã đổi tên thành Tổng Công ty Cổ phần Dịch vụ Kỹ thuật Dầu khí Việt Nam.

## Ban lãnh đạo (hiện nay)
- Chủ tịch HĐQT: Phan Thanh Tùng
- Tổng Giám đốc: Trần Hồ Bắc
- Phó Tổng Giám đốc: Trần Hoài Nam
- Phó Tổng Giám đốc: Tạ Đức Tiến
- Phó Tổng Giám đốc: Nguyễn Xuân Cường
- Phó Tổng Giám đốc: Nguyễn Trần Toàn

## Danh hiệu
- Danh hiệu Anh hùng Lao động (năm 2010)[2]

## Giải thưởng
- Giải thưởng Thương hiệu Quốc gia (8 lần liên tiếp)[3][4]
- Giải thưởng Sao vàng Đất Việt (2018, 2020, 2021)[5]
- 100 thương hiệu Việt bền vững (năm 2012)
- Top 500 doanh nghiệp lớn nhất Việt Nam[6]
- Giải thưởng Chất lượng Quốc gia (2016)
- ISO 45001:2018
- ISO 14001:2015
- ISO 9001:2015

Cùng một số giải thưởng khác...